# برک‌بوسورمنی
بِرِک‌بوسورمنی (به مجاری:  Berekböszörmény) یک منطقهٔ مسکونی در مجارستان است که در ناحیه برتیواوی‌فالو واقع شده‌است. برک‌بوسورمنی ۴۲٫۸۴ کیلومتر مربع مساحت و ۱٬۹۲۳ نفر جمعیت دارد.